# Андервуд, Кэрри
Кэ́рри Мэ́ри А́ндервуд (англ. Carrie Marie Underwood; род. 10 марта 1983, Маскоги, Оклахома, США) — американская певица в стиле кантри. Она стала известна после победы в четвёртом сезоне телеконкурса «American Idol» в 2005 году и вернулась в качестве судьи, начиная с двадцать третьего сезона. Сингл Андервуд «Inside Your Heaven» (2005) сделал её первой кантри-исполнительницей, дебютировавшей на вершине чарта Billboard Hot 100, и единственной сольной кантри-исполнительницей в 2000-х годах, чья песня стала номером один в Hot 100. Благодаря синглам «Jesus, Take the Wheel» и «Before He Cheats» её дебютный альбом Some Hearts (2005) стал самым продаваемым дебютным альбомом всех времён среди сольных кантри-исполнителей, был признан Billboard лучшим кантри-альбомом 2000-х годов и принёс Андервуд три премии «Грэмми», в том числе как лучшему новому исполнителю. За ним последовал альбом Carnival Ride (2007), который был продан тиражом более полумиллиона экземпляров за первую неделю и получил две премии «Грэмми». Её третий студийный альбом, Play On (2009), принёс сингл «Cowboy Casanova», занявший первое место в чартах.
В 2012 году Андервуд получила второй бестселлер года и выиграла премию «Грэмми» за свой четвёртый альбом Blown Away (2012). Её альбом-компиляция Greatest Hits: Decade Number 1 (2014) побил множество рекордов по продажам и чартам, а также породил кроссовер-сингл «Something in the Water», получивший премию «Грэмми». Пятый студийный альбом, Storyteller (2015), сделал её единственной кантри-исполнительницей, все первые пять студийных альбомов которой заняли первое или второе место в чарте Billboard 200. Со своим шестым альбомом Cry Pretty (2018) она стала единственной женщиной, возглавившей Billboard 200 с четырьмя студийными альбомами в стиле кантри, и провела самую большую неделю продаж для любого женского альбома в 2018 году. В 2020-х годах она выпустила свой первый рождественский альбом My Gift (2020), получила премию «Грэмми» в номинации «Лучший традиционный госпел-альбом» со своим первым госпел-альбомом My Savior (2021) и укрепила свой имидж кантри-поп-певицы, выпустив в 2022 году студийный альбом Denim & Rhinestones.
Андервуд — одна из самых успешных по продажам певиц всех времён, реализовавшая более 42 миллионов синглов и 18 миллионов альбомов по всему миру. Она является самой сертифицированной (цифровые синглы) исполнительницей кантри и одной из 15 самых сертифицированных исполнительниц всех времён, а также исполнительницей с наибольшим количеством синглов номер один (16) в чарте Country Airplay. Billboard признал её лучшей исполнительницей кантри 2000-х и 2010-х годов, а Pollstar включил её в число 15 самых высокодоходных гастролирующих артисток за последние четыре десятилетия. Среди её наград — 17 премий American Music Awards, восемь премий Грэмми, 12 Billboard Music Awards и пять рекордов Гиннесса среди женщин-кантри-исполнителей, а также включение в Голливудскую «Аллея славы» (2018) и Grand Ole Opry. Rolling Stone назвал её «лучшей вокалисткой своего поколения в любом жанре», Time включил её в список 100 самых влиятельных людей мира в 2014 году, а Forbes объявил её самой успешной победительницей American Idol. За пределами музыки Андервуд занялась модой и писательством: в 2015 году она выпустила линию одежды для фитнеса Calia by Carrie, а в 2020 году — книгу-бестселлер New York Times о фитнесе и стиле жизни Find Your Path.
В 2025 году певица исполнила «America the Beautiful» во время церемонии инаугурации 47-го президента США Дональда Трампа.

## Биография
Кэрри Мэри Андервуд родилась 10 марта 1983 года, в Маскоги, штат Оклахома, в семье Кэрол (урождённой Шатсуэлл) и Стива Андервудов. У неё есть две старшие сестры, Шанна и Стефани, она выросла на ферме своих родителей в близлежащем сельском городке Чекота. Её отец работал на бумажной фабрике, а мать преподавала в начальной школе. В детстве Андервуд выступала на Мемориальном шоу талантов Роббинса и пела в местной церкви. Позже она пела на местных мероприятиях в Чекоте. В 14 лет она прошла прослушивание в Capitol Records. В 1997 году Capitol Records готовил контракт с Андервуд, но отменил его, когда сменилось руководство компании.
Во время учёбы в средней школе она была чирлидершей и играла в баскетбол и софтбол. Андервуд окончила среднюю школу в 2001 году. После окончания школы она перестала петь и решила сосредоточиться на дальнейшем образовании. Она училась в Северо-Восточном государственном университете в Талекуа, штат Оклахома, который окончила с отличием в 2006 году, получив степень бакалавра в области массовых коммуникаций и специализируясь на журналистике. Однажды на летних каникулах она работала в качестве корреспондента представителя штата Оклахома Бобби Фрейма. Она также обслуживала столики в пиццерии, работала в зоопарке и ветеринарной клинике.
Андервуд участвовала в многочисленных конкурсах красоты в университете и в 2004 году была выбрана в качестве Miss NSU, заняв второе место.

## Карьера

### 2005—2006: АльбомSome Heartsи премия «Грэмми»
По данным журнала Billboard, дебютный альбом певицы, Some Hearts, стал самым продаваемым альбомом 2006 года в США, а в мире был продан в количестве более 8 млн копий. С альбома в течение 2-х лет было выпущено 5 синглов — «Inside Your Heaven», «Jesus Take the Wheel», «Don’t Forget to Remember Me», «Wasted» и «Before He Cheats», каждый из которых занимал первые строчки кантри-чартов в Америке и Канаде.
На церемонии «Грэмми» в 2007 году, прошедшей в феврале, Андервуд была заявлена в двух номинациях («Песня года» и «Лучший новый исполнитель»), из которых победила во второй. «Before He Cheats» занял третью позицию в списке самых долгоживущих синглов за всю 50-летнюю историю чарта Billboard Hot 100, продержавшись в нём 64 недели.

### 2007 год:Carnival Ride
23 октября 2007 года поступил в продажу второй студийный альбом Кэрри Андервуд, Carnival Ride, и по итогам продаж за первую неделю возглавил рейтинг альбомов Billboard 200. На сегодняшний день альбом продан тиражом более 3 млн экземпляров.
Первый сингл с нового релиза — «So Small», на протяжении 3 недель удерживал лидерство в Hot Country Songs, списке лучших песен в стиле кантри, а в чарте Billboard Hot 100 сингл остановился на 17-й позиции. Вторым синглом с альбома Carnival Ride стал трек «All-American Girl».

### 2014 год
В июле 2014 года сингл Somethin' Bad, исполненный Мирандой Ламберт вместе с Кэрри Андервуд, занял первое место в кантри-чарте Billboard Hot Country Songs, став для Кэрри Андервуд её 13-м чарттоппером.

### 2015 год
20 августа через свою страницу в Facebook Кэрри объявила о том, что готовит новую музыку. В тот же день был анонсирован лид-сингл Smoke Break с альбома Storyteller, дата выхода которого назначена на 23 октября 2015 года.

### 2025 год
В январе 2025 года Андервуд исполнила песню «America the Beautiful» на второй инаугурации президента США Дональда Трампа. Она исполнила песню А капелла, после того как возникли сложности с запланированным музыкальным сопровождением. Телеканал KABC-TV, филиал ABC News, назвал это выступление «объединяющим моментом». После «сильной реакции» со стороны поклонников и неоднозначной реакции СМИ Андервуд назвала своё решение выступить на инаугурации ответом на призыв «в то время, когда мы все должны собраться вместе в духе единства и смотреть в будущее».

## Личная жизнь
С 10 июля 2010 года Кэрри замужем за игроком хоккейной команды «Нэшвилл Предаторз» Майком Фишером, с которым она встречалась два года до их свадьбы. У супругов есть два сына — Айзая Майкл Фишер (род. 27.02.2015) и Джейкоб Брайан Фишер (род. 21.01.2019). Андервуд перенесла три выкидыша — два в 2017 году и ещё один в 2018 году. 8 августа 2018 года стало известно, что пара ожидает появления своего второго ребёнка в январе следующего года, а 14 ноября, что у них будет ещё один сын.

## Дискография

### Студийные альбомы
- Some Hearts (2005)
- Carnival Ride (2007)
- Play On (2009)
- Blown Away (2012)
- Storyteller (2015)
- Cry Pretty (2018)
- My Gift (2020)
- My Savior (2021)
- Denim & Rhinestones (2022)

## Награды
Число музыкальных наград Кэрри Андервуд (в скобках число номинаций на июнь 2010 года):
- American Music Awards — 5 (7)
- Billboard Music Awards — 14 (15)
- Grammy Awards — 5 (7)
- Academy of Country Music Awards — 10 (19)
- Country Music Association Awards — 5 (12)
- People’s Choice Awards — 6 (7)
- Teen Choice Awards — 2 (11)
- CMT Music Awards — 6 (10)

Среди других наград — титул «Самой сексуальной вегетарианки в мире» 2006 года от организации по защите прав животных PETA (в 2005 году Кэрри разделила этот титул с лидером Coldplay).